# Oude en Primitieve Ritus Memphis-Misraïm
De Oude en Primitive Ritus Memphis-Misraïm is een maçonnieke ritus die is ontstaan uit de fusie van de Ritus van Memphis en de Ritus van Misraïm in 1881. De ritus wordt gebruikt in de hogere gradenvrijmetselarij die wordt bedreven door het internationale en irreguliere vrijmetselaarskorps, het Soeverein Sanctuarium - Internationale Coördinatie van de Oude en Primitieve Ritus van Memphis-Misraïm. Deze soort van vrijmetselarij wordt ook weleens Egyptische vrijmetselarij genoemd.
Giuseppe Garibaldi werd de eerste grootmeester van deze verenigde ritus. Daarvoor was hij al grootmeester van een andere Italiaanse vrijmetselaarsobediëntie .
De Misraïmritus ontstond in 1788, de Memphisritus werd in 1815 opgericht door vrijmetselaars die hadden deelgenomen aan de napoleontische veldtochten in Egypte en daar kennis hadden gemaakt met oude Egyptische inwijdingsriten.
De ritus heeft tegenwoordig enkele duizenden leden, voornamelijk in Europa. Tegenwoordig zijn er loges in Frankrijk, België, Zwitserland, het Verenigd Koninkrijk, Italië, Canada, de Verenigde Staten, Brazilië, Argentinië, Bolivia, Haïti, Australië en een aantal Afrikaanse landen, waaronder Madagaskar.
Deze ritus wordt door velen als paramaçonniek beschouwd, omdat wel de vorm veel van de vrijmetselarij weg heeft, doch de inhoud vrij esoterisch is.
Er bestaat een grote verscheidenheid aan loges en obediënties die deze ritus hanteren. De situatie in Frankrijk en België is bijzonder onoverzichtelijk.

## Geschiedenis

### Ritus van Misraïm
Omstreeks 1788 ontstaat te Venetië de Ritus van Misraïm. Deze ritus was een complex systeem van 90 hogere vrijmetselaarsgraden. De oorsprong is terug te vinden in een toenmalige historische verbondenheid en bewondering voor de Egyptische geschiedenis en mysteries, waarin men de oorsprong van de vrijmetselarij zag.
De belangrijkste persoon voor het ontstaan van de ritus is Giuseppe Balsamo, ook wel Cagliostro genoemd. Door zijn arbeid verspreidde het alchemistisch en occultisch gevormd gradensysteem zich snel in steden als Milaan, Genua en Napels.
Met de inwijding van Luigi d’Aquino, toenmalig grootmeester van de Napolitaanse vrijmetselarij, versterkte zich de tempeliersinvloed op de ritus ten nadele van de Egyptische symboliek. Omstreeks 1804 werden de gebroeders Joseph, Marc en Michel Bédarride in de ritus geïnitieerd. Ook zij hadden grote invloed op de verdere ontwikkeling van de ritus.
Steeds zag men zich als de opvolgers van de Ridders van Jeruzalem en de Rozekruisbroeders uit het Oosten. Aanhangers van de Carbonari-beweging en Jacobijnen werden in groten getale lid, omwille van de antiklerikale en antimonarchistische impulsen, die uitgingen van de ritus. Daarom werd de ritus in 1817 verboden door de overheid, maar werkte clandestien verder tot 1881.

### Ritus van Memphis
De Memphis-Ritus, ook wel Oosterse Vrijmetselaarsorde van Memphis genoemd, vindt haar oorsprong in de Egypte-expedities van Napoleon Bonaparte van 1798 tot 1801. Zij telde 95 graden. Deze werden opgedeeld in drie groepen van 30 graden en één groep van 5 graden. Na de terugkeer van de deelnemers aan deze expedities besloten een groep vrijmetselaars onder hen zich te verenigen in een nieuwe koepel met een nieuwe ritus.
In 1835 ontstond de Ritus van Memphis onder impuls van Jacques Etienne Marconis de Nègre, als tegenhanger van de Misraïm-Ritus. Elementen uit de Egyptische en alchemistische mythologie werden gecombineerd met elementen die hun oorsprong vinden in de tempelridderorde. Ook hier traden revolutionaire krachten toe tot de orde.

### Fusie van beide riten
In 1881 werd de Italiaanse revolutionair Giuseppe Garibaldi grootmeester van beide orden. Onder zijn impuls werden de beide hogere graden systemen geïntegreerd tot één gradensysteem dat 99 graden telde.

## Graden van de Memphis-Misraïm Ritus (1980)
De orde kent 99 graden en is daarmee qua gradenstelsel de meest uitgebreide vrijmetselaarsorde actief in de hogere gradenvrijmetselarij. Er wordt echter niet in al deze graden gewerkt. De eerste 3 basisgraden worden in de blauwe vrijmetselarij verleend, en de 4e tot 33e graad komen overeen met de 30 graden van de Aloude en Aangenomen Schotse Ritus. Het maçonnieke spel van Memphis-Misraïm begint pas met de 34e graad.
- 34°. Ridder van Scandinavië
- 35°. Ridder van de Tempel
- 36°. Sublieme Negociant
- 37°. Ridder van Shota
- 38°. Sublieme Verkozene van de Waarheid
- 39°. Grote Verkozene van de Aeons
- 40°. Perfecte Wijze
- 41°. Ridder van de Ark van Zeven Kleuren
- 42°. Prins van het Licht
- 43°. Sublieme Hermetische Wijze
- 44°. Prins van de Zodiac
- 45°. Sublieme Wijze van de Mysteriën
- 46°. Sublieme Pastor van de Hutten
- 47°. Ridder van de Zeven Sterren
- 48°. Sublieme Beschermer van de Heilige Berg
- 49°. Sublieme Wijze van de Piramiden
- 50°. Sublieme Filosoof van Samothrace
- 51°. Sublieme Titaan van de Caucasus
- 52°. Wijze van het Labyrinth
- 53°. Ridder of Wijze van de Feniks
- 54°. Sublieme Scalde
- 55°. Sublieme Orphische Doctor
- 56°. Pontifex of Wijze van Cadmia
- 57°. Sublieme Magus
- 58°. Wijze of Prins van Brahmine
- 59°. Sublieme Wijze of Grote Pontifex van Ogygia
- 60°. Sublieme Beschermer van de drie vuren
- 61°. Sublieme Onbekende Filosoof
- 62°. Sublieme Wijze Eulisis
- 63°. Sublieme Kawi
- 64°. Wijze van Mythras
- 65°. Beschermer van het Heiligdom - Grote Installator
- 66°. Grote Architect van de Mysterieuze Stad - Grote Consecrator
- 67°. Beschermer van de Onspreekbare Naam - Grote Eulogist
- 68°. Patriarch van de Waarheid
- 69°. Ridder of Wijze van de Gouden Tak van Eleusis
- 70°. Prins van het Licht of Patriarch van de Planisferen
- 71°. Patriarch van de Heilige Vedas
- 72°. Sublieme Meester van Wijsheid
- 73°. Patriarch of Doctor van het Heilige Vuur
- 74°. Sublieme Meester van de Stoka
- 75°. Ridder Commandeur van de Lybische Ketting
- 76°. Interpretator van de Hiërogliefen of Patriarch van Isis
- 77°. Sublieme Ridder of Wijze Theosofer
- 78°. Grote Pontifex van de Thebiade
- 79°. Ridder of Wijze van de Redoubtabele Sada
- 80°. Sublieme Verkozene van het Heiligdom van Mazias
- 81°. Intendent Regulator of Patriarch van Memphis
- 82°. Grote Verkozene van de Tempel van Midgard
- 83°. Sublieme Verkozene van de Vallei van Oddy
- 84°. Patriarch of Doctor van de Izeds
- 85°. Sublieme Wijze of Ridder van Kneph
- 86°. Sublieme Filosoof van de vallei van Kab
- 87°. Sublieme Prins van de Vrijmetselarij
- 88°. Grote Verkozene van het Heilige Gordijn
- 89°. Patriarch van de Mystieke Stad
- 90°. Sublieme Meester van het Grote Werk
- 91°. Grote Verdediger
- 92°. Grote Catechist
- 93°. Regulator Generaal
- 94°. Prins van Memphis of Grote Administrator
- 95°. Grote Conservator
- 96°. Grote en Machtige Soeverein van de Orde
- 97°. Vervangend Internationale Grootmeester
- 98°. Internationale Grootmeester
- 99°. Grote Hiërofant